# (48801) Penninger
(48801) Penninger est un astéroïde de la ceinture principale.

## Description
(48801) Penninger est un astéroïde de la ceinture principale. Il fut découvert le 22 octobre 1997 à Linz par Erich Meyer. Il présente une orbite caractérisée par un demi-grand axe de 2,79 UA, une excentricité de 0,23 et une inclinaison de 7,8° par rapport à l'écliptique.

## Compléments